# Baktakt
Baktakt i musiken är ett rytmiskt mönsterdrag som innebär att betoningen i en takt faller på andra slag än dem man normalt skulle vänta sig. Skillnaden mot en synkop är inte given, men brukar dels innefatta att det är det rytmiska grundmönstret som är ändrat, och ofta genom ett helt stycke eller avsnitt – inte bara melodin eller en stämma och kanske bara vid enstaka tillfällen; dels att de oväntade betoningarna fortfarande faller på ett taktslag, inte mellan dem.
I populärmusik, där baktakt är rätt vanlig, använder man ofta den engelska termen backbeat; där gäller det vanligtvis en 4/4-takt där andra och fjärde slagen är kraftigt markerade i stället för första och tredje. 
Baktakten kan i vissa fall bli starkare än huvudtakten, framför allt i reggae, ska, rocksteady och popcumbia, samt i viss folkmusik, exempelvis halling, traditionell cumbia och vallenato.